# Bartholomew Ogbeche
Bartholomew Ogbeche (Ogoja, 1 oktober 1984) is een Nigeriaans voetballer die doorgaans als aanvaller speelt. Ogbeche speelde tussen 2002 en 2004 in het Nigeriaans voetbalelftal.

## Carrière
Ogbeche debuteerde in 2001 in het betaald voetbal in het shirt van Paris Saint-Germain. Hij speelde in Abu Dhabi onder Sef Vergoossen en diens assistent Dwight Lodeweges. Van 2006 tot 2010 speelde Ogbeche in Spanje. Na seizoenen in Griekse en Engelse competities ging hij in de zomer van 2012 weer in Spanje spelen, bij Xerez CD. In de winterstop van het seizoen 2013/14 vroeg hij Lodeweges om een stage bij SC Cambuur, waar eerstgenoemde inmiddels trainer was. Na een geslaagde testwedstrijd waarin hij vijfmaal trefzeker was, legde SC Cambuur Ogbeche vast. Bij zijn Eredivisiedebuut tegen sc Heerenveen (3-1) maakte hij één doelpunt. In januari 2016 werd Ogbeche middels een clausule in zijn contract verkocht aan Willem II. Hij werd voor tweeënhalf seizoen vastgelegd. Ondanks dat hij tien keer scoorde in seizoen 2017/2018 mocht hij transfervrij vertrekken. Hij ging in India spelen bij NorthEast United FC dat uitkomt in de Indian Super League. In 2019 ging Ogbeche spelen bij Kerala Blasters, eveneens in India. In oktober 2020 ging hij naar Mumbai City FC. Met zijn club won hij de Indian Super League 2020/21. Met Hyderabad FC won Ogbeche de Indian Super League 2021/22 en werd hij met 18 doelpunten topscorer van de competitie. Na het seizoen 2022/23 liep zijn contract af. Hij is met 63 doelpunten topscorer aller tijden van de Indian Super League.
Ogbeche speelde elfmaal in het Nigeriaans voetbalelftal en was actief op het wereldkampioenschap voetbal 2002.

## Clubstatistieken
| Seizoen | Club                | Competitie          | Competitie | Competitie |
| Seizoen | Club                | Competitie          | Wed.       | Dlp.       |
| ------- | ------------------- | ------------------- | ---------- | ---------- |
| 2001/02 | Paris Saint-Germain | Ligue 1             | 21         | 4          |
| 2002/03 | Paris Saint-Germain | Ligue 1             | 18         | 1          |
| 2003/04 | Paris Saint-Germain | Ligue 1             | 13         | 0          |
| 2003/04 | → SC Bastia         | Ligue 1             | 15         | 2          |
| 2004/05 | Paris Saint-Germain | Ligue 1             | 5          | 1          |
| 2004/05 | → FC Metz           | Ligue 1             | 12         | 1          |
| 2005/06 | Al-Jazira Club      | VAE Liga            | 16         | 5          |
| 2006/07 | Deportivo Alavés    | Segunda División    | 20         | 5          |
| 2007/08 | Real Valladolid     | Primera División    | 19         | 2          |
| 2008/09 | Real Valladolid     | Primera División    | 16         | 1          |
| 2009/10 | Cádiz CF            | Segunda División    | 28         | 9          |
| 2010/11 | AO Kavala           | Super League        | 19         | 1          |
| 2011/12 | Middlesbrough       | Championship        | 17         | 3          |
| 2012/13 | Xerez CD            | Segunda División    | 8          | 1          |
| 2013/14 | SC Cambuur          | Eredivisie          | 10         | 2          |
| 2014/15 | SC Cambuur          | Eredivisie          | 31         | 13         |
| 2015/16 | SC Cambuur          | Eredivisie          | 16         | 9          |
| 2015/16 | Willem II           | Eredivisie          | 4          | 1          |
| 2016/17 | Willem II           | Eredivisie          | 14         | 1          |
| 2017/18 | Willem II           | Eredivisie          | 20         | 10         |
| 2018/19 | NorthEast United    | Indian Super League | 18         | 12         |
| 2019/20 | Kerala Blasters FC  | Indian Super League | 16         | 15         |
| 2020/21 | Mumbai City FC      | Indian Super League | 23         | 8          |
| 2021/22 | Hyderabad FC        | Indian Super League | 20         | 18         |
| 2022/23 | Hyderabad FC        | Indian Super League | 21         | 10         |
| Totaal  | Totaal              | Totaal              | 424        | 135        |

Bijgewerkt op 16 april 2024.